# Christoff De Bolle

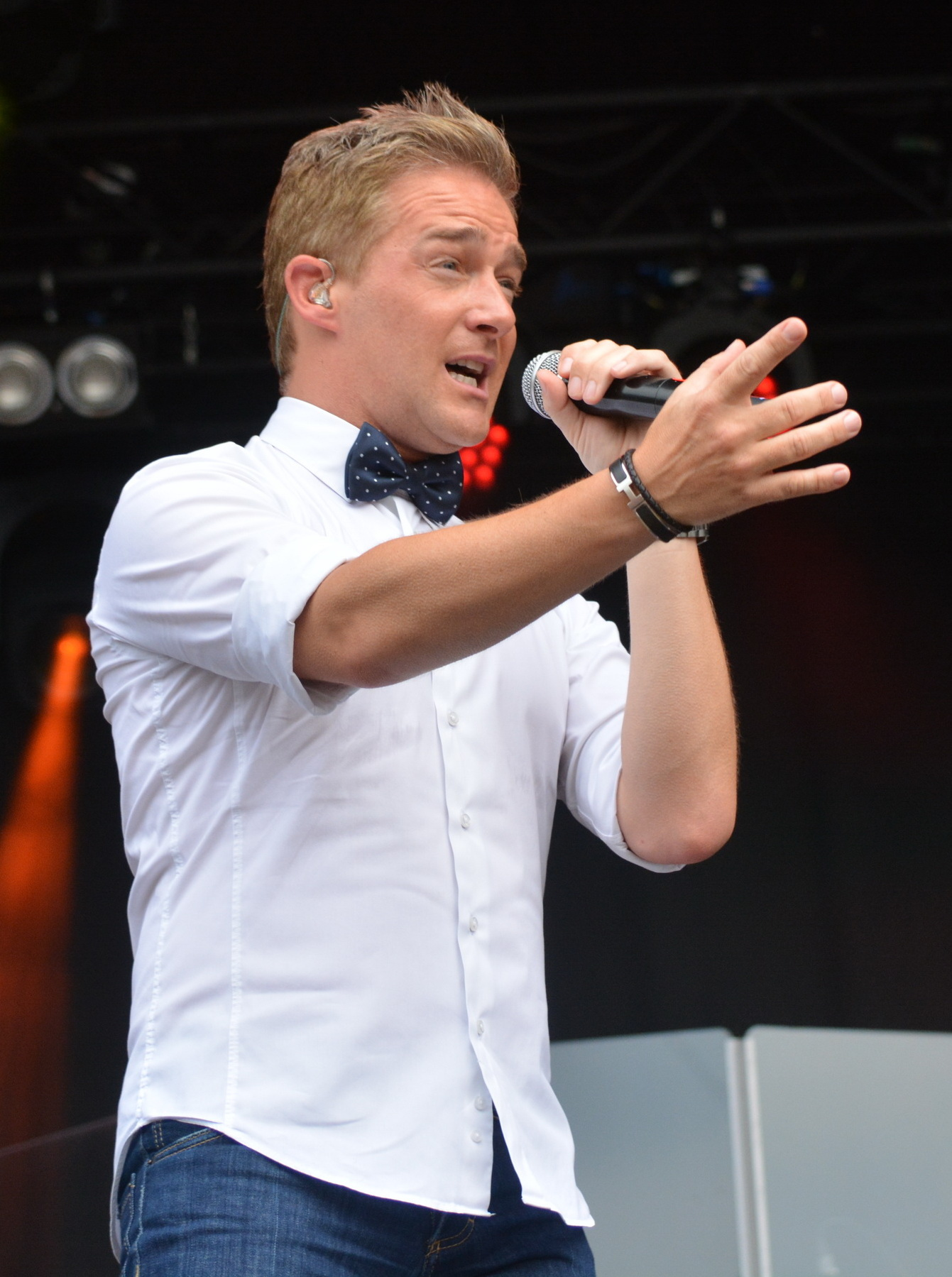
Christoff (2009)

Christoff De Bolle (* 18. Juni 1976 in Ninove), meist nur Christoff, ist ein belgischer Schlagersänger. Er ist zudem Radiomoderator und trat in verschiedenen Fernsehserien auf. Von 2015 bis 2018 war er Teil des deutschen Schlagertrios Klubbb3.

## Leben

### Anfänge
Mit zwölf Jahren bekam er den ersten Gesangsunterricht. Später nahm de Bolle an einer belgischen Castingsendung teil. Mit 16 unterschrieb Christoff de Bolle seinen ersten Plattenvertrag. 2007 veröffentlichte er das Album Blauwe Ogen, das in Belgien Platz drei der Charts erreichte. Auch viele seiner weiteren Singles waren in den flämischen Charts zu finden.

### Gegenwart
Seit Ende 2015 ist Christoff de Bolle Teil von Klubbb3. 2016 erschien das Debütalbum, das sich direkt in den Charts platzieren konnte. Am 20. Oktober 2018 machte Christoff de Bolle seinem Partner Ritchie in der ARD-Sendung Schlagerboom live im TV einen Heiratsantrag, welcher angenommen wurde.

## Diskografie

### Studioalben
| Jahr | Titel                  | Höchstplatzierung, Gesamtwochen, AuszeichnungChartplatzierungen (Jahr, Titel, Platzierungen, Wochen, Auszeichnungen, Anmerkungen) | Höchstplatzierung, Gesamtwochen, AuszeichnungChartplatzierungen (Jahr, Titel, Platzierungen, Wochen, Auszeichnungen, Anmerkungen) | Anmerkungen                                          |
| Jahr | Titel                  | BEF | DE | Anmerkungen                                          |
| ---- | ---------------------- | --- | --- | ---------------------------------------------------- |
| 1996 | Intro                  | BEF13 (18 Wo.)BEF | — | Erstveröffentlichung: 17. Mai 1996                   |
| 1997 | In volle vlucht        | BEF31 (2 Wo.)BEF | — | Erstveröffentlichung: 17. November 1997              |
| 1999 | Millennium             | BEF24 (6 Wo.)BEF | — | Erstveröffentlichung: 23. April 1999                 |
| 2007 | Blauwe ogen            | BEF3 Gold · (19 Wo.)BEF | — | Erstveröffentlichung: 13. Juli 2007                  |
| 2008 | Zeven zonden           | BEF2 Platin · (30 Wo.)BEF | — | Erstveröffentlichung: 11. Juli 2008                  |
| 2009 | Blaue Augen            | BEF93 (1 Wo.)BEF | DE79 (1 Wo.)DE | deutschsprachige Version von Blauwe ogen             |
| 2009 | 1001 nachten           | BEF1 Platin · (27 Wo.)BEF | — | Erstveröffentlichung: 10. Juli 2009                  |
| 2010 | Das geht klar          | — | DE39 (1 Wo.)DE | Erstveröffentlichung: 4. Juni 2010                   |
| 2011 | Christoff & vrienden   | BEF1 Platin · (37 Wo.)BEF | — | Erstveröffentlichung: 11. Juli 2011                  |
| 2013 | Christoff & vrienden 2 | BEF1 Gold · (30 Wo.)BEF | — | Erstveröffentlichung: 12. Juli 2013                  |
| 2014 | Altijd onderweg        | BEF1 Platin · (46 Wo.)BEF | — | Erstveröffentlichung: 14. Juli 2014                  |
| 2014 | Back to Back           | BEF1 Platin · (49 Wo.)BEF | — | Erstveröffentlichung: 27. Oktober 2014 mit Will Tura |
| 2015 | Kerstmis met jou       | BEF3 Gold · (40 Wo.)BEF | — | Erstveröffentlichung: 13. November 2015              |
| 2016 | Hou me vast            | BEF1 Gold · (39 Wo.)BEF | — | Erstveröffentlichung: 8. Juli 2016                   |
| 2018 | Duetten                | BEF5 (11 Wo.)BEF | — | Erstveröffentlichung: 14. September 2018             |
| 2023 | Dit ben ik             | BEF3 (15 Wo.)BEF | — | Erstveröffentlichung: 6. Oktober 2023                |

### Livealben
| Jahr | Titel                                  | Höchstplatzierung, Gesamtwochen, AuszeichnungChartsChartplatzierungen (Jahr, Titel, Platzierungen, Wochen, Auszeichnungen, Anmerkungen) | Anmerkungen                                                       |
| Jahr | Titel                                  | BEF | Anmerkungen                                                       |
| ---- | -------------------------------------- | --- | ----------------------------------------------------------------- |
| 2012 | Christoff & vrienden – Live in concert | BEF3 Platin · (33 Wo.)BEF | Erstveröffentlichung: 30. November 2012                           |
| 2013 | Christoff & vrienden XL                | BEF5 Gold · (8 Wo.)BEF | Erstveröffentlichung: 2. Dezember 2013 Deluxe Edition Live-CD+DVD |
| 2023 | Christoff zingt Tura                   | BEF6 (13 Wo.)BEF | Erstveröffentlichung: 15. Dezember 2023                           |

### Kompilationen
| Jahr | Titel           | Höchstplatzierung, Gesamtwochen, AuszeichnungChartsChartplatzierungen (Jahr, Titel, Platzierungen, Wochen, Auszeichnungen, Anmerkungen) | Anmerkungen                            |
| Jahr | Titel           | BEF | Anmerkungen                            |
| ---- | --------------- | --- | -------------------------------------- |
| 2001 | 10 Jaar         | — |                                        |
| 2009 | Goud van hier   | — |                                        |
| 2009 | Luv mi long tim | — |                                        |
| 2010 | Alle hits       | BEF1 Platin · (32 Wo.)BEF | Erstveröffentlichung: 16. Juli 2010    |
| 2017 | De Hits         | BEF5 (35 Wo.)BEF | Erstveröffentlichung: 13. Oktober 2017 |

### Singles
| Jahr | Titel Album                                                     | Höchstplatzierung, Gesamtwochen, AuszeichnungChartsChartplatzierungen (Jahr, Titel, Album, Platzierungen, Wochen, Auszeichnungen, Anmerkungen) | Anmerkungen                                                          |
| Jahr | Titel Album                                                     | BEF | Anmerkungen                                                          |
| ---- | --------------------------------------------------------------- | --- | -------------------------------------------------------------------- |
| 1993 | Liefde is meer dan een woord –                                  | BEF50 (1 Wo.)BEF | mit Lindsay                                                          |
| 1995 | Ik beleef het allemaal opnieuw Intro                            | BEF38 (2 Wo.)BEF | Erstveröffentlichung: September 1996                                 |
| 1996 | De levensgenieter Intro                                         | BEF36 (8 Wo.)BEF |                                                                      |
| 1996 | Verdrinken in je ogen Intro                                     | BEF28 (13 Wo.)BEF |                                                                      |
| 1996 | We nemen elkaar zoals we zijn Intro                             | BEF13 (13 Wo.)BEF | mit Lindsay                                                          |
| 1996 | Dat kleine stukje straat Intro                                  | BEF42 (1 Wo.)BEF | Erstveröffentlichung: November 1996                                  |
| 1997 | Kopje onder In volle vlucht                                     | BEF31 (12 Wo.)BEF | Erstveröffentlichung: 18. September 1997                             |
| 1998 | Een optimist Millennium                                         | BEF44 (5 Wo.)BEF | Erstveröffentlichung: 29. Juni 1998                                  |
| 2006 | Eenmaal komt voor jou die dag Blauwe ogen                       | BEF18 (11 Wo.)BEF | Erstveröffentlichung: 9. Juni 2006                                   |
| 2007 | Ja jij! Blauwe ogen                                             | BEF48 (1 Wo.)BEF |                                                                      |
| 2007 | Als ik in je blauwe ogen kijk Blauwe ogen                       | BEF2 (11 Wo.)BEF |                                                                      |
| 2008 | Een ster Zeven zonden                                           | BEF1 (8 Wo.)BEF | Erstveröffentlichung: 28. März 2008                                  |
| 2008 | Zeven zonden                                                    | BEF2 (14 Wo.)BEF | Erstveröffentlichung: 27. Juni 2008                                  |
| 2008 | Witte Kerstmis / White Christmas Zeven zonden (Limited Edition) | BEF4 (5 Wo.)BEF | Erstveröffentlichung: 21. November 2008 mit Bing Crosby              |
| 2009 | In 100.000 jaren 1001 nachten                                   | BEF5 (6 Wo.)BEF | Erstveröffentlichung: 6. März 2009                                   |
| 2009 | Miljonair 1001 nachten                                          | BEF9 (7 Wo.)BEF | Erstveröffentlichung: 5. Juni 2009                                   |
| 2009 | Zaterdagavond 1001 nachten (Luxe-Editie)                        | BEF5 (5 Wo.)BEF | Erstveröffentlichung: 18. September 2009 mit Dennie, Mieke & Lindsay |
| 2010 | Je maakt me zo gek! Alle hits                                   | BEF5 (6 Wo.)BEF | Erstveröffentlichung: 5. März 2010                                   |
| 2010 | ’t Is weer tijd voor de polonaise Alle hits                     | BEF7 (4 Wo.)BEF | Erstveröffentlichung: 13. August 2010                                |
| 2011 | Niemand laat zijn eigen kind alleen Christoff & vrienden        | BEF5 (7 Wo.)BEF | Erstveröffentlichung: 28. Februar 2011 mit Willeke Alberti           |
| 2011 | Mijn nr. 1 Christoff & vrienden                                 | BEF18 (4 Wo.)BEF | Erstveröffentlichung: 17. Juni 2011 mit The Sunsets                  |
| 2011 | Sweet Caroline Christoff & vrienden                             | BEF30 (3 Wo.)BEF | Erstveröffentlichung: 16. September 2011                             |
| 2012 | 1000 sterren hotel Christoff & vrienden 2                       | BEF43 (2 Wo.)BEF | Erstveröffentlichung: 29. Juni 2012                                  |
| 2013 | Zeg maar niets Meer Christoff & vrienden 2                      | BEF33 (4 Wo.)BEF | Erstveröffentlichung: 8. März 2013                                   |
| 2013 | Kom in mijn armen Christoff & vrienden 2                        | BEF44 (1 Wo.)BEF | Erstveröffentlichung: 16. September 2013 mit Lindsay                 |
| 2014 | M’n beste vriend Altijd onderweg                                | BEF36 (2 Wo.)BEF | Erstveröffentlichung: 2. Juni 2014                                   |
| 2014 | Onze vader Kerstmis met jou                                     | BEF22 (4 Wo.)BEF | Erstveröffentlichung: 3. November 2014                               |
| 2015 | Ik ben toch geen bank (live) –                                  | BEF17 (2 Wo.)BEF | Erstveröffentlichung: 30. März 2015                                  |
| 2015 | Vaarwel (live) Kerstmis met jou                                 | BEF6 (4 Wo.)BEF | Erstveröffentlichung: 20. April 2015                                 |
| 2015 | Vergeven kan, vergeten niet Hou me vast                         | BEF35 (1 Wo.)BEF | Erstveröffentlichung: 15. Juni 2015                                  |

Weitere Singles
- Koning clown (1997)
- Samen dromen (1997)
- Gevoelens (1998)
- Dans le jardin de Sainte Cathérine (1998)
- M’n engelbewaarder (1999)
- Verslaafd aan jou (1999)
- Ik geef je wat ik geven kan (Christoff & Lindsay, 1999)
- Zoveel vrouw als zij (2001)
- Op naar de top (2002)
- Omdat ie zo mooi is (2012)
- Sierra Madre del Sur (live, Christoff & Jo Vally, 2013)
- Alles kan een mens gelukkig maken (Christoff & René Froger, 2013)
- Ik hoor bij jou / El ritmo de la passion (Christoff & Belle Perez, 2013)
- Voor jou (2014)
- In de zevende hemel (2015)
- Kerstmis vier je niet alleen (2015)
- Ik ben geboren om van jou te houden (2016)
- Jij bent mijn hartslag (2016)
- Ogen weer geopend (2016)
- Een dag vol liefde (2016)
- Dronken van liefde(2017)
- Door jou (Nieuw geluk) (2017)

## Auszeichnungen
- 2010: Carrière Award für 20 Jahre im Musikgeschäft
- 2011, 2013, 2016: Music Industry Awards (MIA) für „Bester flämischsprachiger Künstler“
- 2012, 2013: Anne Vlaamse Muziek Award für „Bester männlicher Schlagersänger“
- 2013, 2014: Radio 2 Zomerhit für „Bester männlicher Künstler“
- 2015: Radio 2 Zomerhit für „Best Ambiance“

## Filmografie
- 2017: Das Traumschiff: Tansania